# Phlyctaenomorpha euralis
Phlyctaenomorpha euralis là một loài bướm đêm trong họ Crambidae.